# Харатьян, Дмитрий Вадимович
Дми́трий Вади́мович Харатья́н (род. 21 января 1960, Алмалык, Ташкентская область, Узбекская ССР, СССР) — советский и российский актёр театра, кино, телевидения, озвучивания и дубляжа, певец, телеведущий и кинопродюсер; народный артист РФ (2007), народный артист Чеченской Республики (2007).

## Биография

### Происхождение
Родился 21 января 1960 года в городе Алмалыке Ташкентской области Узбекской ССР.
Отец — Вадим Мкртичевич Харатьян (1935—2020), преподаватель технического вуза, кандидат технических наук.
Мать — Светлана Олеговна Тизенко (род. 1935, село Шипицыно Архангельской области), инженер-строитель, более десяти лет была депутатом городского Совета депутатов города Красногорска Московской области.
Родителями отца актёра были Мкртич Арсенович Харатьян (1904, Красноводск — 1976), сын Арсена Ованесовича Харатьяна (1870—1918) и Марьям Еноковны (1887—1966), и стенографистка Клавдия Ивановна Заплаткина (1905, Брянск — 1998), дочь Ивана Заплаткина и Александры Ивановны Григорьевой. Прапрадед и прадед актёра — Харатьяны, погибли во время трагических событий в Коканде 1918 года в ходе Гражданской войны в России, тогда же чуть не погиб Мкртич. На следующий день мать увезла его в Ташкент. Харатьяны (Харатян, от армянского «харат» (խառատ) — ‛токарь’, или «храт» — ‛наставление’), происходят из армянского города Мегри, до 1917 года они владели Торговым домом «Тарон».
Родителями матери актёра были Олег Петрович Тизенко (1906—1974) и Анастасия Георгиевна Грищук (1915—1984) — инженер и чертёжница, работавшие на крупнейших советских стройках. Дед актёра по материнской линии Олег Тизенко принадлежал к дворянскому сословию; его мать Любовь Ивановна Гомзякова (1869—1942) была внучкой мореплавателя Степана Гомзякова, который прибыл на Аляску в 1815 году, по всей видимости, из Тамбовской губернии. Имя Гомзяковых вошло в энциклопедию «Русская Америка», вышедшую в начале XX века на Аляске. Степан Петрович был управляющим островом Унга, он участвовал в деятельности Российско-американской компании и был женат на алеутской девушке. Её брат, Павел Гомзяков, был приморским поэтом. Прадед актёра Пётр Дмитриевич Тизенко был сыном старшего писаря Морского кадетского корпуса Дмитрия Алексеевича Тизенко (происходящего из солдатских детей), стал военным моряком и в 1905 году был пожалован потомственным дворянством; имел орден Почётного легиона, японский орден Священного сокровища, орден Святой Анны. Участвовал в испытаниях крейсера «Аврора» как флагманский механик. Тизенко — была военно-морская династия. В частности, брат деда Харатьяна — Борис Петрович Тизенко (1890—1917) — был гардемарином, служил на линкоре «Петропавловск», уже лейтенантом расстрелян матросами за отказ признать генерала Корнилова мятежником.

 «Удивительное совпадение, но среди моих предков были гардемарины! Это открытие я сделал в Санкт-Петербурге, в Государственном военно-морском архиве. Выяснил, что мои предки по линии мамы жили в Питере. Докопался до 1825 года — тогда родился мой прапрадед Дмитрий Алексеевич Тизенко, он был старшим писарем Морского кадетского корпуса. Его сын, Пётр Дмитриевич Тизенко, был офицером русского флота, в 1905 году ему было пожаловано дворянство. Он имел много военных наград. Участвовал в ходовых испытаниях крейсера „Аврора“. Знал бы он, чем эти ходовые испытания закончатся! А вот его сын, Борис Петрович, родной брат моего деда Олега Петровича, учился в Морском кадетском корпусе — той самой навигацкой школе, основанной Петром I. Из неё вышел и мой герой Алёша Корсак. Так что гардемарин я потомственный! Борис Петрович был расстрелян матросами на пристани Гельсингфорса (сейчас — Хельсинки) за то, что отказался подписать резолюцию о признании генерала Корнилова мятежником… Борису Петровичу было 27 лет. А я в 27 лет начал сниматься в „Гардемаринах“…»— Дмитрий Харатьян, 26 мая 2016 года.
Харатьян только на четверть является армянином. Но при получении первого советского паспорта в возрасте шестнадцати лет он настоял на том, чтобы в графу «национальность» было вписано «армянин», о чём Дмитрий рассказывает так: 

«Сейчас я считаю себя человеком мира. А тогда это был абсолютно осознанный выбор. Я был воспитан отцом, который наполовину армянин. Он много рассказывал мне о том, через что пришлось пройти армянскому народу, про геноцид, резню… Это и привело меня к мысли, что в паспорте я должен быть записан как армянин! Я на самом деле верил: так я поддержу эту нацию, которая оказалась разбросана по миру».— Дмитрий Харатьян, 29 июня 2011 года.

### Ранние годы
Через год после рождения Дмитрия его отец получил квартиру в Липецке, а в 1963 году семья Харатьянов переехала в город Красногорск Московской области, где артист живёт до сих пор. Когда Дмитрию было шесть лет, его отец ушёл из семьи.
Ещё будучи школьником, Дмитрий Харатьян в 15 лет дебютировал в кино в одной из главных ролей в фильме «Розыгрыш» режиссёра Владимира Меньшова, попав на пробы на «Мосфильм» по сути дела случайно — его позвала на студию знакомая девочка. Но из всех претендентов на роль ученика 9-го «Б» класса Игоря Грушко режиссёр выбрал именно Дмитрия. Эту картину, вышедшую на советские экраны в 1976 году, зрители встретили очень тепло, а актёр Дмитрий Харатьян обрёл всесоюзную известность. Обе песни в фильме («Когда уйдём со школьного двора…», «Когда роняет капли первый дождь…») за Харатьяна исполняет ансамбль «Добры молодцы». В старших классах средней школы Дмитрий увлекался спортом (хоккей, футбол), занимался музыкой и играл на гитаре в школьном ансамбле.
Однако, провалив после окончания школы экзамены в Щукинское училище, Дмитрий отправился в геологическую экспедицию, и лишь в 1978 году поступил в Высшее театральное училище имени М. С. Щепкина. Учился на курсе известных педагогов Михаила Царёва и Риммы Солнцевой. Окончив театральный вуз в 1982 году, Харатьян продолжал сниматься в кино, из-за чего упустил возможность быть распределённым от института на работу в театр, поэтому ему пришлось стать киноактёром.

### Творческая карьера
В 1983 году на экраны вышел фильм «Зелёный фургон» с Харатьяном в главной роли. Фильм имел большой зрительский успех. В этом фильме Дмитрий Харатьян впервые запел, исполнив песни композитора Максима Дунаевского «Двадцатый год» и «Ты где, июль?».
Следующий профессиональный успех пришёл к актёру в 1987 году. В историко-приключенческом фильме Светланы Дружининой «Гардемарины, вперёд!» он исполнил одну из главных ролей — Алёши Корсака, в одночасье превратившись в кинокумира. После «Гардемаринов» фанатки буквально падали к ногам артиста. Симпатичный блондин, несмотря на невысокий рост — 173 см — и хрупкое телосложение — 70 кг — пользовался невероятной популярностью. В том же году режиссёр Георгий Юнгвальд-Хилькевич дважды приглашал Харатьяна на пробы в Одессу на роль молодого Эдмона Дантеса в картине «Узник замка Иф», но после оглушительного успеха «Гардемаринов» актёр на какое-то время чересчур увлёкся алкоголем, вследствие чего не смог сниматься, и роль исполнил Евгений Дворжецкий. Однако же, спустя несколько лет, Юнгвальд-Хилькевич всё же снял Харатьяна в роли французского короля Людовика XIV в двух других своих картинах — «Тайна королевы Анны, или Мушкетёры тридцать лет спустя» и «Возвращение мушкетёров, или Сокровища кардинала Мазарини».

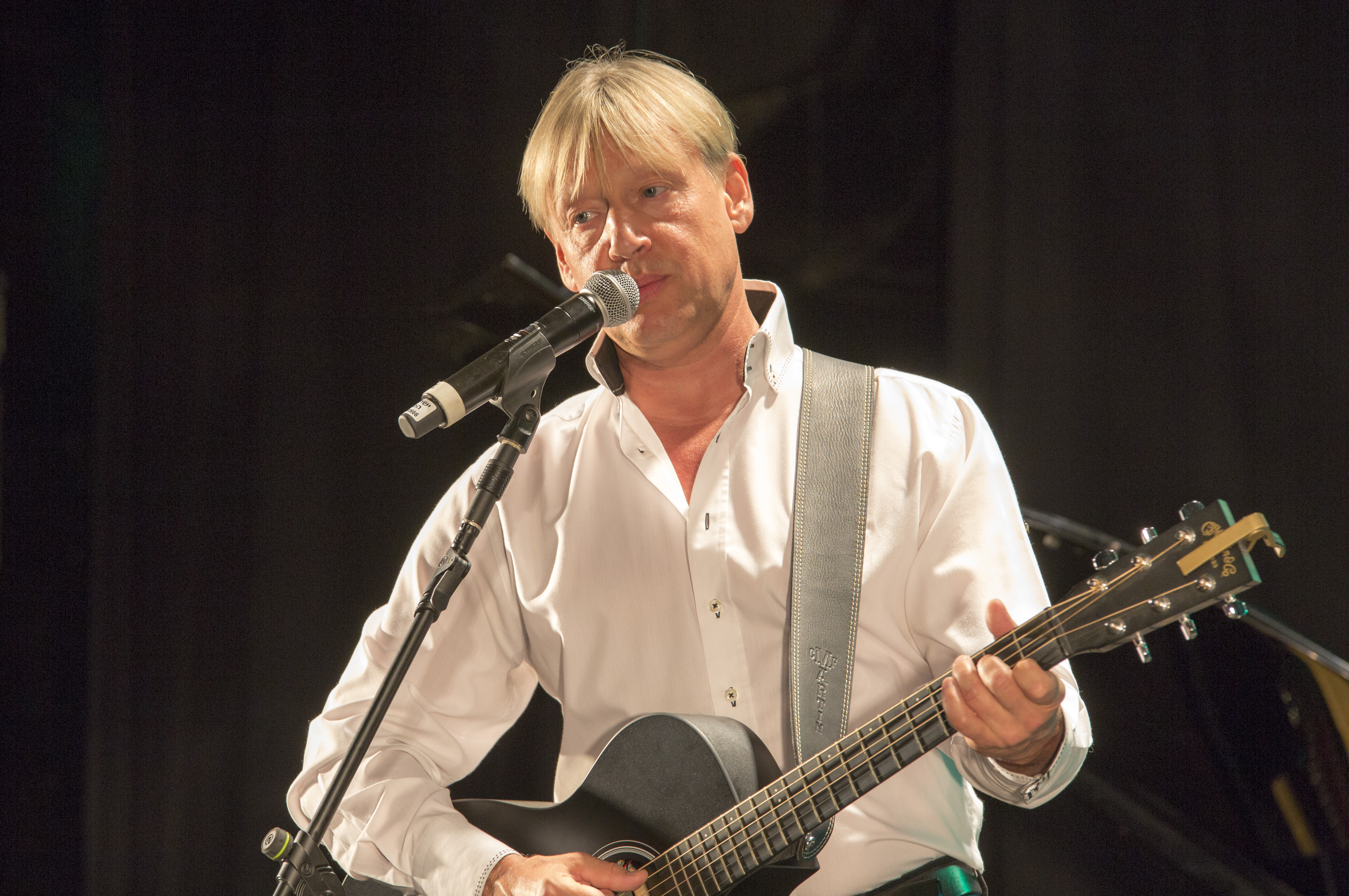
Дмитрий Харатьян. Выступление в Израиле. 2017

4 года подряд, с 1988 по 1991 год, признавался самым популярным артистом страны по версии журнала «Советский экран».
В числе основных режиссёров в своей творческой биографии Харатьян до сих пор называет трёх: Владимира Меньшова, Светлану Дружинину и Георгия Юнгвальд-Хилькевича.
Начало 1990-х годов стало для актёра творчески насыщенным — помимо прочих работ, он снимался в продолжении «Гардемаринов», в комедиях Леонида Гайдая, у которого впервые играл в картине «Частный детектив, или Операция „Кооперация“», в детективной ленте «Чёрный квадрат», где его партнёром был Виталий Соломин, сыграл главную роль.
По итогам ежегодного опроса зрителей журналом «Советский экран» Харатьян был признан лучшим актёром в СССР 1990 и 1991 годов.
В 1995 году после не очень удачной полосы в личной жизни актёр вместе с друзьями — актрисой Мариной Левтовой и её мужем режиссёром Юрием Морозом — открыл клуб «Кино». В этом же году он исполнил роль графа де Ла Моль в многосерийной телевизионной экранизации романа А. Дюма «Королева Марго», записал и выпустил два музыкальных компакт-диска — «Склонность к дождю» и «Здравствуй, если ты далеко…».

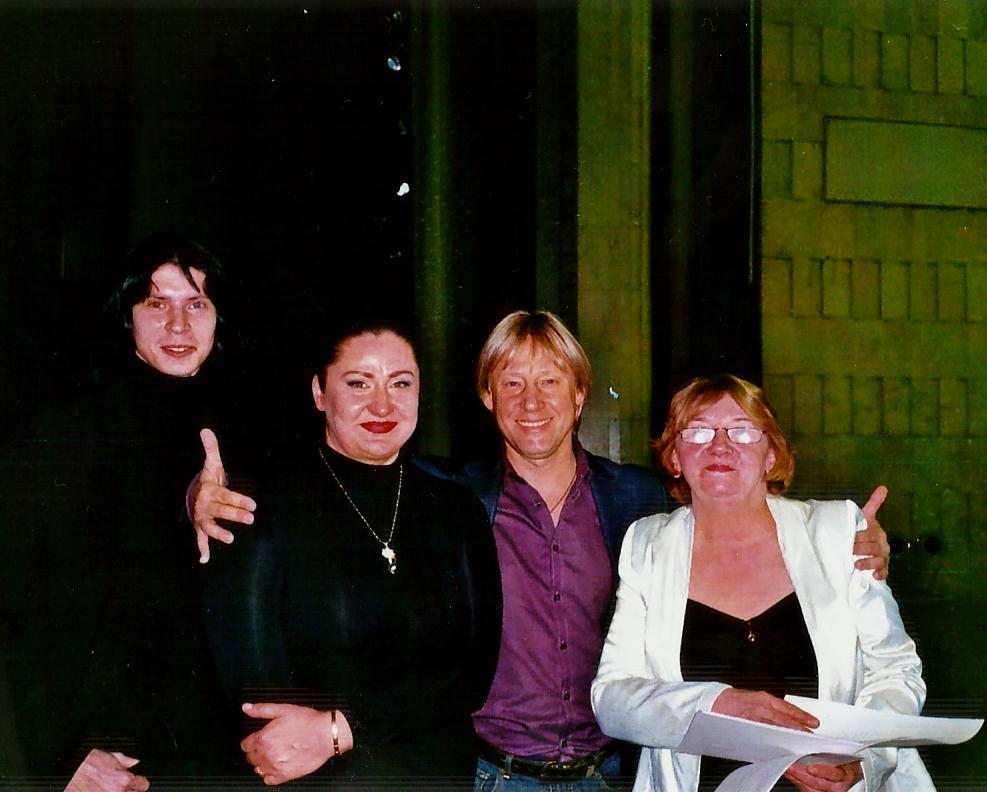
Дмитрий Харатьян с композитором и режиссёром Еленой Суржиковой (справа), певицей Оксаной Науменко и продюсером Максимом Фёдоровым. Ноябрь 2010

В 1996 году Дмитрий Харатьян впервые вышел на театральную сцену — в роли бродячего работяги Джорджа Милтона в антрепризном драматическом спектакле «Люди и мыши» по повести Джона Стейнбека «О мышах и людях», поставленном режиссёром Михаилом Горевым на сцене «Под крышей» Театра имени Моссовета, а спектакль был признан лучшим и наиболее ярким театральным событием года.
В 2000—2001 годах был ведущим программы о детских фестивалях «Страна Фестивалия», шедшей на каналах «Прометей АСТ» и «Культура». В 2004 году актёр вёл реалити-шоу «12 негритят» на телеканале «ТНТ».
С 2005 года он является президентом Фестиваля визуальных искусств в детском оздоровительном центре «Орлёнок», с этого же года возглавляет Фестиваль «Премьера Подмосковья».
В 2007 году сыграл роль Души поэта в рок-опере «Идут белые снеги». Премьера рок-оперы, созданной композитором Глебом Маем на стихи Евгения Евтушенко, состоялась в декабре 2007 года на сцене СК «Олимпийский». Спектакль при постоянном участии Харатьяна проехал с концертами по России.
В 2008-м году 14 декабря и 21 декабря на телеканале «ТВР» вёл программу «Званая ночь». В 2009 году вместе с Ольгой Орловой участвовал в третьем сезоне музыкального телешоу «Две звезды» на российском «Первом канале», где завоевал третье место.
С 2009 года по настоящее время является ведущим международного музыкального фестиваля «Легенды Ретро FM» в паре с Татьяной Веденеевой.
В ноябре 2010 года принимал участие в творческом вечере певицы Оксаны Науменко «Зажги звезду своей души», посвящённом Виктору Дорохину и Людмиле Янсон, в постановке режиссёра Елены Суржиковой.
С 2010 по 2011 год был ведущим программы «Добрый вечер, Москва!» на телеканале «ТВ Центр».
Актёр периодически приглашается в жюри Высшей лиги КВН.

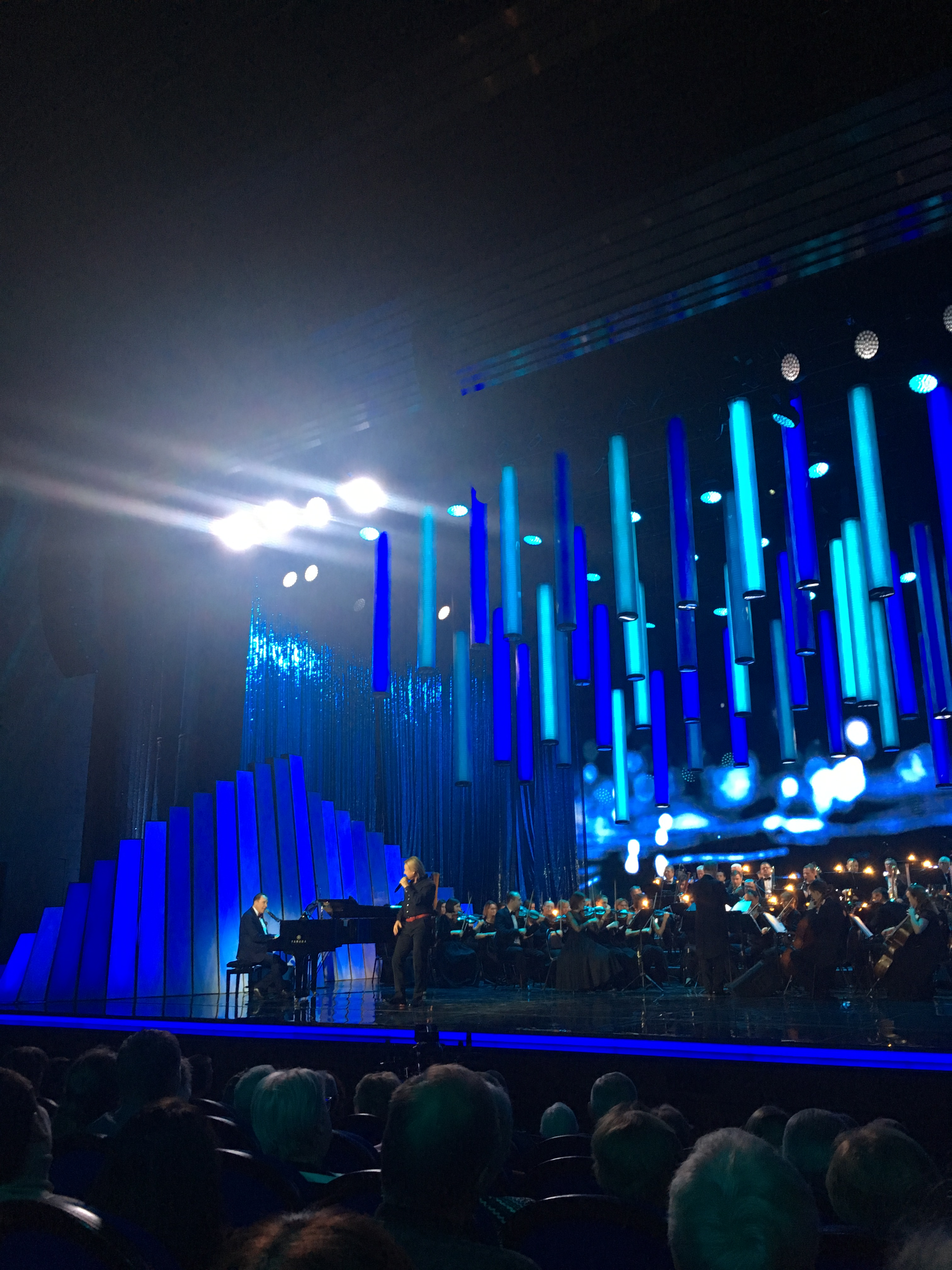
Запись концерта «Мистер Совершенство!», встреча с Максимом Дунаевским (к 75-летию композитора). В рамках программы «Романтика романса» 2019

С 2009 по 2013 год вёл программу «Большая семья» сначала на телеканале «Россия-1», с 2011 года — на канале «Россия-Культура».
С 30 марта по 30 ноября 2013 года был ведущим российского аналога телешоу «Куб» на «Первом канале». 9 сентября 2013 года на том же телеканале состоялся премьерный выпуск игровой телепередачи «Самый лучший муж», где Дмитрий также выступил в качестве ведущего.
В августе 2013 года в Красногорском районе Московской области открылась театральная студия «Школа гардемаринов» под руководством Харатьяна.
В апреле 2014 года — один из ведущих телевизионного документального проекта «Остров Крым» на «Первом канале».
В 2022 году участвовал в шоу «Танцы со звёздами» на телеканале «Россия-1» в паре с Ульяной Максимкиной. Занял пятое место.
С 28 августа 2023 по 4 июля 2024 года вёл программу «Наши» на канале Россия-1.
С 21 октября 2024 года ведёт программу «Игра в кино. Чемпионат мира» на телеканале МИР.
Является поющим актёром, записывает песни, выступает с концертными программами. В его репертуаре более шестидесяти песен таких известных композиторов, как Виктор Лебедев, Максим Дунаевский, Александра Пахмутова, Григорий Гладков, Александр Флярковский, Елена Суржикова, Валерий Тишлер и многие другие. На творческих вечерах исполняет также песни из репертуара Юрия Визбора, Булата Окуджавы и Владимира Высоцкого. На протяжении всей своей актёрской карьеры Харатьян снялся более чем в восьмидесяти фильмах и продолжает сниматься по настоящее время.

### Личная жизнь
Первая жена (1980—1988) — Марина Владимировна Харатьян (Буримова). Училась вместе с Дмитрием Харатьяном в Высшем театральном училище имени М. С. Щепкина.
Дочь — Александра Харатьян (род. 21 января 1984). Окончила с отличием Московский государственный университет экономики, статистики и информатики (МЭСИ) по специальности «Финансы, кредит и банковское дело». По второму образованию — продюсер. Вышла замуж, сейчас проживает с мужем в Швеции.
Вторая жена — Марина Майко (род. 22 июня 1970), киноактриса, победительница конкурса красоты «Мисс Тирасполь — 1988». Познакомились в 1989 году. С 1990 года начали жить вместе в фактическом браке, а через семь лет вступили в официальный брак.
Сын — Иван Харатьян (род. 9 марта 1998). В 2006 году снялся в роли Ханса Кристиана Андерсена (в детстве) в фильме «Андерсен. Жизнь без любви» режиссёра Эльдара Рязанова. Играет на фортепиано, сочиняет музыку. Крёстным отцом является друг Дмитрия Харатьяна Юрий Мороз.

### Прочее
В 1984 году Харатьян был призван на военную службу в ряды внутренних войск МВД СССР. Актёр служил в пожарной охране Москвы, в пожарной части № 19 (войсковая часть № 5103) на Ярославском шоссе.

## Общественная деятельность
На президентских выборах 1996 года агитировал за Бориса Ельцина, участвуя в программе «Голосуй, или проиграешь».
В 2001 году подписал письмо в поддержку телекомпании НТВ.
11 марта 2014 года подписал обращение деятелей культуры Российской Федерации в поддержку политики президента России Владимира Путина по Украине и Крыму. В июле 2015 года за позицию по российско-украинской войне и ведение концерта «Мы вместе» был включён Украиной в перечень российских деятелей культуры, создающих угрозу национальной безопасности страны, а также объявлен «персоной нон грата» на территории страны.
В 2017 году по приглашению главы города Красногорск Радия Хабирова включен в члены Общественной палаты города Красногорск. В 2020 году переизбран на следующий срок.
Поддержал вторжение России на Украину, выступил на митинг-концерте «Zа мир без нацизма», приуроченного к 8-летию аннексии Крыма Россией, посещал раненых участников нападения на Украину, принимал участие в концертах в поддержку российской агрессии. В феврале 2022 года принял участие в митинг-концерте в поддержку войны с Украиной. 21 августа 2022 года участвовал в концерте, посвящённом дню флага России, который проводился в оккупированном Российской Федерацией Херсоне.
7 января 2023 года, на фоне вторжения России на Украину, внесён в санкционный список Украины за «роль в российской пропаганде». Ранее Латвия, за поддержку нападения на Украину, запретила Харатьяну въезд в страну на неопределенный срок как лицу «поддерживающего кремлевский режим». 20 июля 2023 года внесён в санкционный список Канады против «лиц, использующих своё искусство для пропаганды вторжения России в Украину».

## Творчество

### Актёр

#### Роли в кинофильмах и телесериалах
- 1976 — Розыгрыш — Игорь Грушко, ученик 9 «Б» класса
- 1978 — Фотографии на стене — Емельянов
- 1980 — Праздник фонарей — Виктор Лапшин, танкист, гвардии младший лейтенант
- 1980 — Охота на лис — Костя Стрижак, приятель Беликова
- 1980 — Школа — Юрий Ваальд
- 1980 — Плывут моржи — Лёнька
- 1981 — Люди на болоте — Степан Глушак
- 1982 — Дыхание грозы — Степан Глушак
- 1983 — Как я был вундеркиндом — космонавт / прохожий
- 1983 — Водитель автобуса — Дима, лейтенант
- 1983 — Зелёный фургон — Володя Патрикеев, начальник одесского уездного отделения милиции
- 1983 — Скорость — Григорий Яковлев, молодой изобретатель, проектировщик гоночных автомобилей, автогонщик
- 1984 — Восемь дней надежды — Виктор, сын Белоконя
- 1985 — Подвиг Одессы — Руднев
- 1986 — Таинственный узник — Серж Русанин
- 1986 — Летние впечатления о планете Z — Андрей Морковкин, солист группы «Астронавты»
- 1986 — Была не была — Лёха, хулиган
- 1987 — Испытатели — Миша Шматов
- 1987 — Пауки — Виктор, сотрудник ОБХСС
- 1987 — Гардемарины, вперёд! — Алёша Корсак
- 1988 — Филиал — Пётр Румянцев
- 1988 — Клад — Генка
- 1988 — Эсперанса (Мексика—СССР) — Владимир Ольховский
- 1989 — Частный детектив, или Операция «Кооперация» — Дмитрий Георгиевич Пузырёв, частный детектив
- 1990 — Вечный муж — Мишенька
- 1990 — Мордашка — Гена
- 1990 — Лицом к стене — Андреас Аршакян
- 1991 — И чёрт с нами! — Лёша Муромцев, администратор фестиваля
- 1991 — Виват, гардемарины! — Алёша Корсак
- 1992 — Доброй ночи! — Александр Бахметьев
- 1992 — Чёрный квадрат — Александр Борисович Турецкий
- 1992 — Новый Одеон — Дима, научный сотрудник, ловелас / гестаповец / порноактёр / посетитель ресторана / продавец / террорист в лифте / студент / молодой гусар
- 1992 — На Дерибасовской хорошая погода, или На Брайтон-Бич опять идут дожди — Фёдор Соколов, суперагент КГБ / шейх (голос шейха — Дмитрий Полонский)
- 1992 — Сердца трёх — лейтенант Парсонс, лётчик ВВС США
- 1992 — Гардемарины III — Алёша Корсак
- 1993 — Тараканьи бега — Умноголов, старший лейтенант милиции
- 1993 — Тайна королевы Анны, или Мушкетёры тридцать лет спустя — Людовик XIV / Филипп Марчиали
- 1994 — Жених из Майами — Валерий Горохов
- 1996 — Королева Марго — граф де Ла Моль
- 1997 — Кризис среднего возраста — Сергей
- 1999 — Каменская (серия «Убийца поневоле») — Саша, брат Анастасии Павловны Каменской
- 2000 — Маросейка, 12 — Русанов
- 2000 — Что нужно женщине… — Артём
- 2000 — 2003 — Тайны дворцовых переворотов — Иван Долгорукий
- 2001 — Курортный роман — Дмитрий
- 2002 — Новогодние приключения, или Поезд № 1 — Иван[80]
- 2002 — Атлантида — Александр
- 2003 — Другая жизнь — Феликс Крымов
- 2003 — Огнеборцы — Митрохин
- 2003 — Тяжёлый песок — Вадим, лётчик, Герой Советского Союза
- 2003 — Супертёща для неудачника — Леонид
- 2004 — Амапола — Гена
- 2004 — Московская сага — Шевчук, охранник в ГУЛаге
- 2004 — 2007 — Виола Тараканова. В мире преступных страстей — Семён Александрович Попов (настоящее имя — Анатолий Иванович Зотов), муж Тамары
- 2004 — Убей меня! Ну, пожалуйста — Вадим Перепёлкин
- 2004 — Самара-городок — Леонид Пашута
- 2004 — Бомба для невесты — Сергей Орлов
- 2004 — Тебе, настоящему — Олег Ненашев
- 2005 — Об этом лучше не знать — Аркадий
- 2005 — Летучая мышь — Фальк
- 2005 — Мальчишник, или Большой секс в маленьком городе — Юрий Нюховский
- 2006 — Иван Подушкин. Джентльмен сыска — Иван Подушкин
- 2006 — Аврора — Николай Астахов
- 2006 — Инфант — Андрей Владимирович Миклашевский, хирург
- 2006 — Мой принц — Андрей Стрельцов
- 2006 — Сумасшедший день — Влад, популярный артист
- 2007 — Бальзаковский возраст, или Все мужики сво… — Хэнк
- 2007 — Валерий Харламов. Дополнительное время — Борис Сергеевич Харламов, отец Валерия
- 2007 — Иван Подушкин. Джентльмен сыска 2 — Иван Подушкин
- 2007 — Иго любви — Садовников
- 2007 — Каникулы любви — Роман
- 2007 — Лера — Виктор Николаевич Мещеряков, приёмный отец Леры
- 2008 — А я люблю женатого — Олег Нечаев
- 2008 — Встречная полоса — Павел Волков
- 2008 — Розыгрыш — Сергей Комаров, отец Олега Комарова
- 2008 — Возвращение мушкетёров, или Сокровища кардинала Мазарини — король Людовик XIV
- 2009 — 2010 — Генеральская внучка — Евгений, врач
- 2010 — Вера, Надежда, Любовь — Виктор Павлович Строев
- 2010 — Золотая рыбка в городе N — Сэм, американец
- 2011 — Лесное озеро — Иван
- 2014 — Боцман Чайка — Иван Христофорович Чайка, боцман
- 2015 — Тайна Снежной королевы — король
- 2018 — Красная Шапочка. Онлайн — камео
- 2019 — Смотритель маяка — полковник
- 2020 — Зелёный фургон. Совсем другая история — Владимир Патрикеев
- 2020 — Гардемарины 1787. Мир — Алексей Корсак
- 2023 — Гардемарины 1787. Война — Алексей Корсак
- 2023 — Мастодонт — Николай Фомин
- 2025 — ВИА «Васильки» — Юрий Александрович Васильков

#### Киножурнал «Ералаш»
- 2003 — Выпуск № 165 (сюжет «Идеал»)[81] — гусар
- 2006 — Выпуск № 195 (сюжет «Прости, папа!»)[82] — папа мальчика

#### Киножурнал «Фитиль»
- 2004 — Выпуск № 3 (новелла «Без понтов») — олигарх
- 2004 — Выпуск № 3 (новелла «Последний парад-2») (…Продолжение сюжета «Последний парад» 1993 года) — олигарх
- 2006 — Выпуск № 86 (новелла «Без понтов-2») — олигарх
- 2008 — Выпуск № 179 (новелла «За всё в ответе») — Василий

#### Роли в театре
- 1996 — «Люди и мыши» (антреприза) по повести «О мышах и людях» Джона Стейнбека (на сцене «Под крышей» Театра имени Моссовета; режиссёр — Михаил Горевой) — Джордж Милтон, бродячий работяга, друг Ленни[22][23][24].
- 1996 — «Нина» по пьесе Андре Руссена (Московский государственный театр «Ленком»; антреприза, комедия-фарс; режиссёр — Олег Фомин) — любовник[83].
- 2001 — «Опыт освоения пьесы „Чайка“ системой Станславского» по А. П. Чехову (Театр наций; режиссёр — Андрей Жолдак) — Евгений Сергеевич Дорн, врач[84].
- 2002 — «Халам-бунду, или Заложники любви» по пьесе Юрия Полякова (Театр имени Е. Вахтангова; режиссёр — Сергей Кутасов)[85].
- 2004 — «Весёлые ребята» (мюзикл; Театр имени Е. Вахтангова; режиссёр — Виктор Крамер) — Костя (Константин Иванович) Потехин, талантливый пастух-музыкант[86].
- 2007 — «Счастливчик Смит» по пьесе Рэя Куни (Государственный театр киноактёра; режиссёр — Алексей Кирющенко)[87][88].
- 2009 — «Ханума» Авксентия Цагарели (Театральный дом «Миллениум»; режиссёр — Роберт Манукян) — Акоп, приказчик богатого купца Микича Котрянца[89].
- 2010 — «Любовь и шпионаж» («Мата Хари: Любовь и шпионаж») Елены Греминой (спектакль-мюзикл; «РуАртсПроджект», Москва; режиссёр и хореограф — Егор Дружинин) — Маклеод, капитан, муж Маты Хари / наркодилер / русский военнопленный / капитан французской контрразведки / режиссёр[90].

#### Роль в рок-опере
- 2007 — Идут белые снеги… — Душа поэта

### Озвучивание
- 1980 — Через тернии к звёздам (фильм) — Олег Дрейер (роль Александра Михайлова) — озвучивание новой версии, 2001 г.
- 1986 — Выше Радуги (фильм) — Алик Радуга (роль Дмитрия Марьянова)[19]
- 1989 — Сестрички-привычки (мультфильм) — текст от автора (в титрах не указан)

### Дубляж

#### Фильмы
- 1983 — Принц и нищий (1977) — Том Кенти / принц Эдуард (роли Марка Лестера)[91]
- 1998 — Человек в железной маске — Филипп / Людовик XIV (роли Леонардо Ди Каприо)[92]

#### Мультфильмы
- 2006 — Тачки — Молния Маккуин[93]
- 2007 — Покахонтас (1995) — Джон Смит[94]
- 2011 — Тачки 2 — Молния Маккуин[91][95]
- 2017 — Тачки 3 — Молния Маккуин[96]

### Компьютерные игры
- 2006 — Cars — Молния Маккуин
- 2006 — Cars: Radiator Springs Adventure — Молния Маккуин

### Продюсер
С 2002 года Дмитрий Харатьян начал пробовать себя в качестве продюсера:
- 2002 — Атлантида
- 2004 — Долгое прощание (оказывал содействие в организации и проведении съёмок)
- 2005 — День победы среди войны
- 2007 — Валерий Харламов. Дополнительное время (промо-продюсер)
- 2014 — Форт Росс: В поисках приключений

### Исполнитель песен

#### Дискография
- 1995 — «Склонность к дождю» (CD)[97][98][99]:
- 1995 — «Здравствуй, если ты далеко…» (CD)[100][101][102]:

#### Избранные[кем?]песни

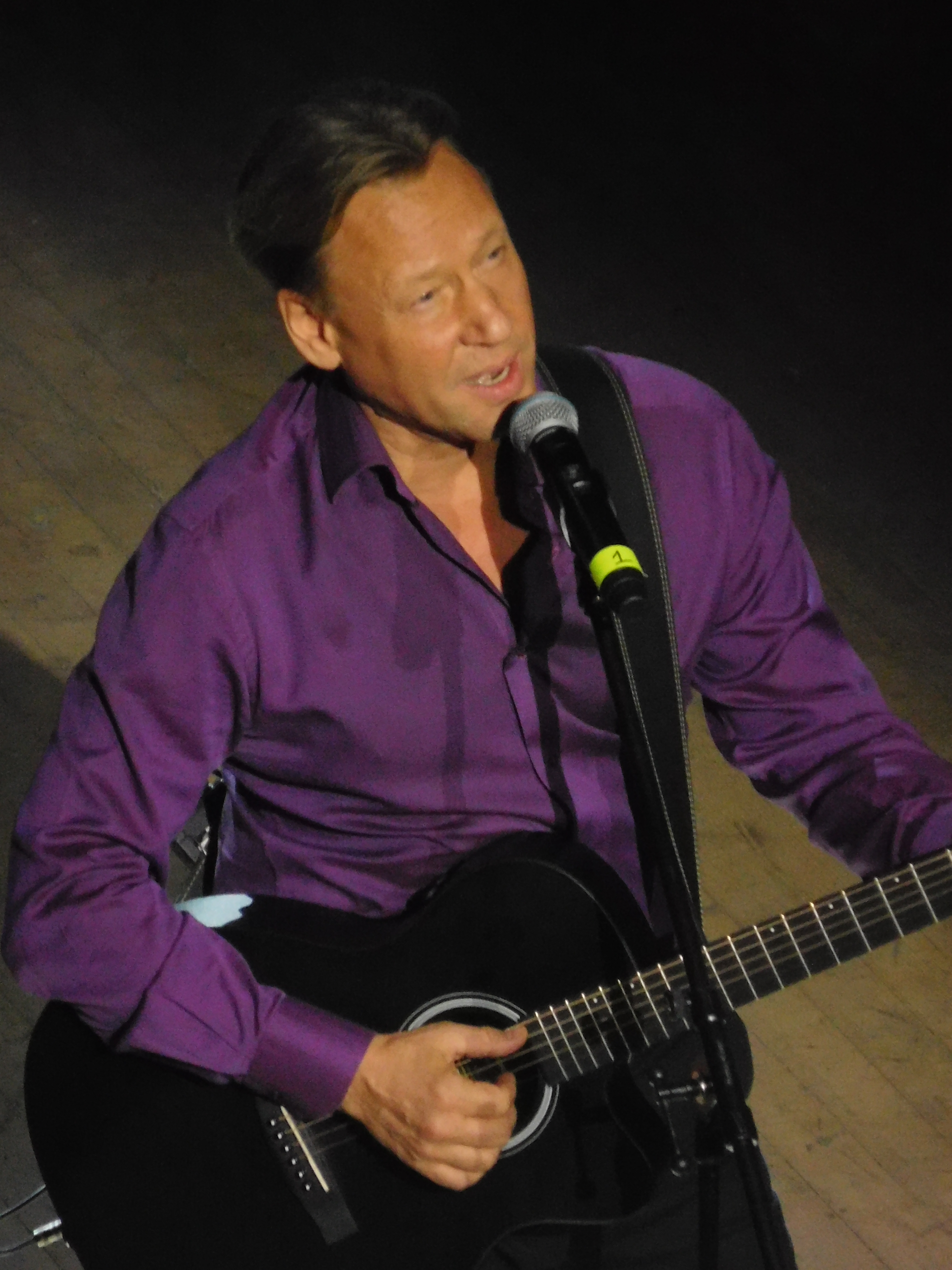
На сцене ЦДКЖ, 30 ноября 2017

- «Актёры и роли» (музыка Адриана Корчинского, слова Бориса Дубровина)
- «Артист» (музыка и слова Николая Трубача)
- «Ах, короли!» (музыка Максима Дунаевского, слова Леонида Дербенёва) из фильма «Тайна королевы Анны, или Мушкетёры тридцать лет спустя»
- «Бабочки» (музыка Александра Флярковского, слова Алексея Дидурова) из фильма «Розыгрыш»
- «Баллада о первом дожде» (музыка Александра Флярковского, слова Алексея Дидурова) из фильма «Розыгрыш»
- «Белое безмолвие» (музыка Андрея Горина, слова Сергея Жигунова)
- «Будущее есть» (музыка Григория Гладкова, слова Валентины Сергеевой)
- «Вираж» (музыка Александры Пахмутовой, слова Николая Добронравова)
- «В ожидании дождя» (музыка Андрея Горина, слова Сергея Жигунова)
- «Время идёт» (музыка и слова Антона Аршанского)
- «Встречная полоса» (музыка и слова Артура Байдо) из фильма «Встречная полоса»
- «Вы так похожи» (музыка Романа Майорова, слова Якова Гальперина)
- «Городской романс» (музыка Андрея Горина, слова Сергея Жигунова)
- «Двадцатый год» (музыка Максима Дунаевского, слова Наума Олева) из фильма «Зелёный фургон»
- «Две линии судьбы» (музыка Валерия Тишлера, слова Александра Егорова), дуэт с Оксаной Байрак из фильма «Убей меня! Ну, пожалуйста»
- «Дежурный по апрелю» (музыка и слова Булата Окуджавы)
- «Дешева обида на Руси» (музыка Виктора Лебедева, слова Юрия Ряшенцева) из фильма «Гардемарины — III»
- «Докури, доживи, дотяни» (музыка Андрей Горина, слова Олега Виленкина)
- Дуэт из спектакля «Странная история доктора Джекила и мистера Хайда» (музыка Фрэнка Уайлдхорна, слова Лесли Бриккаса, русский перевод Ярослава Кеслера) дуэт с Ольгой Кабо
- «Его большое сердце» (музыка и слова Олега Митяева)
- «Жаркое лето» (музыка Вячеслава Диденко, слова Якова Гальперина)
- «Забытые истины» (музыка Владимира Дашкевича, слова Ларисы Рубальской), дуэт с Еленой Камбуровой из фильма «Новый год в ноябре»
- «Здравствуй, если ты далеко…» (музыка Сергея Кучменко, слова Олега Виленкина)[55][103][104]
- «Знаешь, брат…» (музыка и слова Антона Аршанского)
- «Как жизнь без весны…» (музыка Виктора Лебедева, слова Юрия Ряшенцева) из фильма «Гардемарины, вперёд!»
- «Кони в ночном» (музыка Евгения Щекалева, слова Анатолия Поперечного)
- «Костёр в ночи» (музыка Сергея Кумченко, слова Олега Виленкина)
- «Любовь углекопа» (музыка Андрея Горина, слова Сергея Жигунова)
- «Мечта и печаль» (музыка Сергея Кумченко, слова Олега Виленкина)
- «Мистерия» (музыка Андрея Горина, слова Сергея Жигунова)
- «Мой дождь» (музыка Сергея Кумченко, слова Олега Виленкина)
- «На Брайтон-Бич» (музыка Александра Зацепина, слова Леонида Дербенёва) из фильма «На Дерибасовской хорошая погода, или На Брайтон-Бич опять идут дожди»
- «Натали» (музыка Аллы Сивашовой, слова Натали Борисовой)
- «Не вешать нос!» (музыка Виктора Лебедева, слова Юрия Ряшенцева) из фильма «Гардемарины, вперёд!»
- «Не ищи!» (музыка Александра Пантыкина, слова Раисы Саитовой) из фильма «О любви в любую погоду»
- «Обыкновенный клоун» (музыка Андрея Горина, слова Сергея Жигунова)
- «Огромное небо» (музыка Оскара Фельцмана, слова Роберта Рождественского)
- «Одесская песня» (музыка Максима Дунаевского, слова Вадима Жука) из фильма «Зелёный фургон. Совсем другая история»
- «Перепутались слова» (музыка Валерия Тишлера, слова Александра Егорова) из фильма «Инфант»
- «Песенка о шпаге» (музыка Евгения Крылатова, слова Юрия Энтина) из фильма «Достояние республики»
- «Песня боцмана Чайки» (музыка Максима Дунаевского, слова Вадима Жука) из фильма «Боцман Чайка»
- «Песня о дружбе» (музыка Виктора Лебедева, слова Юрия Ряшенцева) из фильма «Гардемарины, вперёд!»
- «Пляжный сезон» (музыка Андрей Горина, слова Олега Виленкина)
- «Поезд» (музыка Александра Журбина, слова Петра Синявского) из фильма «Тяжёлый песок»
- «Притча о правде и лжи» (музыка и слова Владимира Высоцкого)
- «Река забвения» (музыка Андрея Горина, слова Сергея Жигунова)
- «Родная стая» (музыка Андрей Горина, слова Олега Виленкина)
- «Рождество» (музыка и слова Елены Суржиковой)[48]
- «Русская тоска» (музыка Максима Дунаевского, слова Николая Денисова) из мюзикла «Любовь и шпионаж»
- «Русский марш» (музыка Алексея Мажукова, слова Бориса Дубровина)
- «Рэп короля» (музыка Максима Дунаевского, слова Карена Кавалеряна) из фильма «Возвращение мушкетёров, или Сокровища кардинала Мазарини»
- «Светлячок» (музыка Давида Тухманова, слова Юрия Энтина)
- «Свобода выбора» (музыка Андрея Горина, слова Сергея Жигунова)
- «Сигнальщики и горнисты» (музыка Александры Пахмутовой, слова Николая Добронравова)
- «Синий краб» (музыка Владислава Крапивина, слова Юрия Устинова)
- «Склонность к дождю» (музыка Андрея Горина, слова Сергея Жигунова)
- «Скоро придёт другой» (музыка Бориса Кинера, слова Владимира Соколова)
- «Слова, слова, слова!» (музыка Сергея Кумченко, слова Олега Виленкина)
- «Случайный вальс» (музыка Марка Фрадкина, слова Евгения Долматовского)
- «Снег кружится» (музыка Артура Пилявина, слова Сергея Комлева)[источник не указан 1324 дня]
- «Сны моряка» (музыка и слова Владимира Иванова) из фильма «Лесное озеро»
- «Сослагательная песня» (музыка и слова Олега Митяева)
- «Старый город Любовь» (музыка Сергея Кучменко, слова Олега Виленкина)
- «Старый паровоз» (музыка Андрея Горина, слова Сергея Жигунова)
- «Супермен» (музыка Андрея Горина, слова Сергея Жигунова)
- «Тишина провинциальных городов» (музыка и слова Антона Аршанского)
- «Ты где, июль?» (музыка Максима Дунаевского, слова Наума Олева) из фильма «Зелёный фургон»
- «Ты мне нравишься» (музыка Сергея Кумченко, слова Олега Виленкина)
- «Ты придумал себя» (музыка Андрей Горина, слова Олега Виленкина)
- «Упал закат» (музыка Андрея Горина, слова Сергея Жигунова)
- «Час пик» (музыка Андрей Горина, слова Олега Виленкина)
- «Школьный вальс» (музыка Александра Флярковского, слова Алексея Дидурова) из фильма «Розыгрыш»
- «Я вернусь» (музыка Екатерины Семёновой, слова Юлии Старостиной)
- «Я не с тобой» (музыка и слова Дарьи Волги) из фильма «А я люблю женатого»[105][106][107][108][109]

## Признание
Государственные награды:

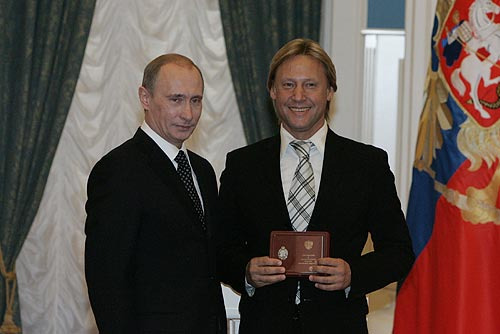
Дмитрий Харатьян и Владимир Путин. Церемония вручения государственных наград 29 апреля 2008 года

- 2000 — почётное звание «Заслуженный артист Российской Федерации» — за заслуги в области искусства[25][103][110].
- 2006 — почётное звание «Заслуженный артист Чеченской Республики»[111].
- 2007 — почётное звание «Народный артист Чеченской Республики»[20][112].
- 2007 — почётное звание «Народный артист Российской Федерации» — за большие заслуги в области искусства[2].
- 2021 — Медаль ордена «За заслуги перед Отечеством» II степени — за большой вклад в развитие отечественной культуры и искусства, многолетнюю плодотворную деятельность[113].
- 2024 — Орден Дружбы — за вклад в развитие отечественной культуры и искусства, многолетнюю плодотворную деятельность[114].

Другие награды, поощрения, премии и общественное признание:
- 1990 — звание «Лучший актёр» в СССР по опросу журнала «Советский экран» — за роль Дмитрия Пузырёва в фильме «Частный детектив, или операция «Кооперация»».
- 1991 — звание «Лучший актёр» в СССР по опросу журнала «Советский экран» — за роль Алёши Корсака в фильме «Виват, гардемарины!».
- 2001 — Почётный гражданин городского округа Красногорск[115].
- 2012 — лауреат фестиваля кино и театра «Амурская осень» (в городе Благовещенске) в номинации «Лучшая мужская роль» в конкурсе антрепризных спектаклей — за исполнение ролей в спектакле-мюзикле «Мата Хари: Любовь и шпионаж» («РуАртсПроджект», Москва; драматург — Елена Гремина, режиссёр и хореограф — Егор Дружинин)[116].
- 2012 — специальный приз главы города Свободный Амурской области «За вклад в комедию» в рамках фестиваля кино и театра «Амурская осень» (в городе Благовещенске) — за исполнение ролей в спектакле-мюзикле «Мата Хари: Любовь и шпионаж» («РуАртсПроджект», Москва; драматург — Елена Гремина, режиссёр и хореограф — Егор Дружинин)[21][116].
- 2012 — специальный приз жюри национальной премии «Музыкальное сердце театра» «Большой дуэт» совместно с Ларисой Долиной — за исполнение ролей в спектакле-мюзикле «Мата Хари: Любовь и шпионаж» («РуАртсПроджект», Москва; драматург — Елена Гремина, режиссёр и хореограф — Егор Дружинин)[37][117].
- 2021 — Почётный гражданин города Евпатории — за высокие заслуги перед городом в области воспитания нравственной культуры, духовности и патриотизма подрастающего поколения средствами кинемотографа, за приобщение детей и подростков к культурному достоянию страны[118].

## Документальные фильмы и телепередачи
- «Дмитрий Харатьян. „Встречи на Моховой“» («Пятый канал», 2009)[119]
- «Дмитрий Харатьян. „По воле рока так случилось…“» («Первый канал», 2010)[120]
- «Десять женщин Дмитрия Харатьяна» («ТВ Центр», 2015)[121]
- «Дмитрий Харатьян. „Я ни в чём не знаю меры“» («Первый канал», 2020)[122][123]
- «Дмитрий Харатьян. „Харатьян 6.0“» («Мир», 2020)
- Мосфильм. Золотой век («Мосфильм. Золотая коллекция», 2024)